# Galvarino
Galvarino (21 settembre 1490 – 30 novembre 1557) è stato un militare nativo americano mapuce che prese parte alle prime fasi della guerra di Arauco.

## Biografia

### Battaglia di Lagunillas
Combatté e fu fatto prigioniero con altri 150 Mapuche nella battaglia di Lagunillas, contro García Hurtado de Mendoza. Processati per insurrezione, questi prigionieri furono condannati all'amputazione della mano destra e del naso. Ad alcuni, tra cui Galvarino, furono amputate entrambe le mani. Galvarino e gli altri furono rilasciati come avvertimento per il resto dei Mapuche. Mendoza lo mandò ad informare il generale Caupolicán del numero e del valore degli spagnoli entrati nelle loro terre, per incutergli timore, in modo che potesse sottomettersi senza spargimenti di sangue.
Tornato dai Mapuche si presentò davanti a Caupolicán ed al consiglio di guerra, mostrando le proprie mutilazioni, piangendo per chiedere giustizia ed una più grande rivolta Mapuche contro gli invasori spagnoli, come quelle operata da Lautaro. Grazie al suo essere impavido e al suo valore militare fu nominato dal consiglio di guerra a capo di uno squadrone. Facendosi legare due coltelli al posto delle mani amputate, combatté al fianco di Caupolicán nella successiva campagna fino alla battaglia di Millarapue, dove il suo squadrone affrontò quello dello stesso governatore Mendoza.

### Battaglia di Millarapue
(Jerónimo de Vivar, Crónica, Capitolo CXXXIII)
(Pedro Mariño de Lobera, Crónica del Reino de Chile, Libro 2, Capitolo IV)
In ogni caso il commando di Mendoza sconfisse la divisione di Galvarino dopo un'ora di combattimento, vincendo la battaglia, uccidendo 3000 nativi americani, e catturandone oltre 8000 compreso lo stesso Galvarino. Mendoza ordinò di giustiziarlo gettandolo tra i cani.
Secondo quanto riportato da Alonso de Ercilla ne "La Araucana", invece, Galvarino venne impiccato.

## Nella cultura di massa
- Galvarino ha ispirato Wolverine, personaggio della Marvel Comics.
- Il personaggio di Shiki, uno dei protagonisti di One Piece, ha sostituito le sue gambe con le sue due spade in maniera simile a Galvarino quando si fece sostituire le mani con i coltelli.